# Eugène Charbonnier

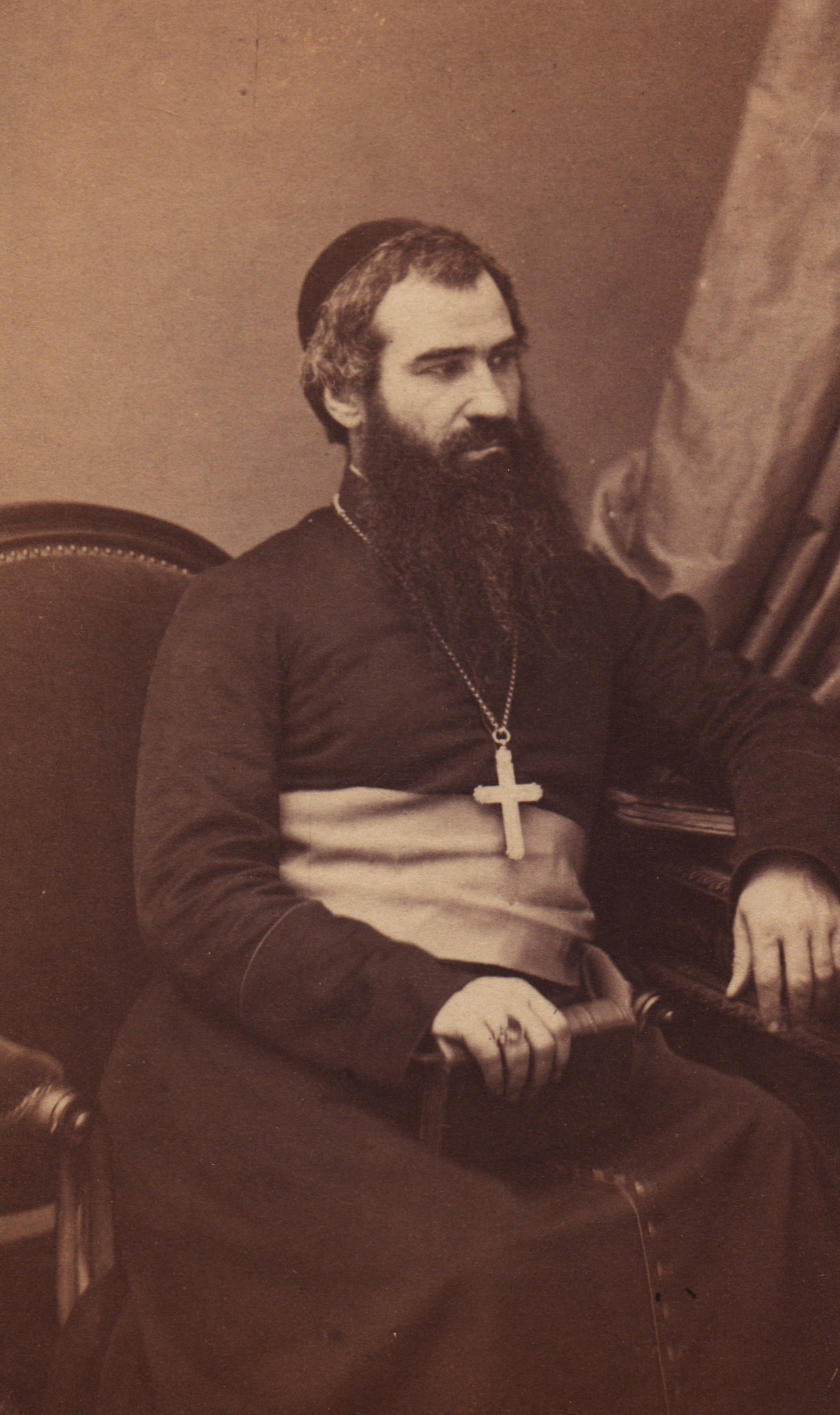
Eugène Charbonnier, M.E.P.

Eugène Etienne Charbonnier (Pierrevert, 20 mei 1821 - Ho Chi Minhstad, 7 augustus 1878) was een Franse missiebisschop in Vietnam.
In 1846 trad hij binnen in het Genootschap van Buitenlandse Missies van Parijs en hij werd priester gewijd in 1848. Het jaar erop vertrok hij naar West-Tonkin. In 1855 was hij actief in de provincie Thanh Hóa waar hij twee jaar later werd aangesteld als provicaris. Tijdens de christenvervolgingen daar moest Charbonnier zich verstoppen in het woud. Op 29 augustus 1861 werd hij toch gevangen genomen samen met een andere missionaris, Jean-Baptiste Mathevon. Charbonnier werd gemarteld, ter dood veroordeeld en opgesloten in een kleine, houten kooi. Maar keizer Tự Đức durfde het vonnis niet uit te voeren uit angst voor Franse represailles. Na het Verdrag van Saigon van 5 juni 1862 waarbij Vietnam onder Franse invloed kwam, werd Charbonnier in september 1862 vrijgelaten. Hij reisde terug naar Frankrijk om te herstellen. Daar werd hij in 1864 aangesteld als apostolisch vicaris van Oost-Cochin-China. Hij werd gewijd tot titulair bisschop van Dometiopolis. In 1865 reisde hij terug naar Vietnam. Hij kwam aan in Quy Nhơn onder bescherming van een Franse kanonneerboot. De volgende dertien jaar zette Charbonnier zich in om zijn vicariaat dat in puin lag en waar hongersnood heerste uit te bouwen. Hij liet 177 kerken of kapellen en een tweede seminarie bouwen. Hij stierf in 1878 in het toenmalige Saigon.